# 동경 125도
동경 125도(東經125度)는 본초 자오선에서 동쪽으로 125도 떨어진 경선이다. 북극점에서 시작하여 북극해와 아시아, 태평양, 오스트랄라시아, 인도양, 남극해, 남극을 거쳐 남극점에 이른다.
북극점에서 남극점까지 동경 125도선은 다음 지역을 지나간다.
| 좌표                                                    | 나라, 지역, 해역       | 주석 |
| ------------------------------------------------------- | ---------------------- | --- |
| 북위 90° 0′ 동경 125° 0′  / 북위 90.000° 동경 125.000°  | 북극해                 | |
| 북위 77° 48′ 동경 125° 0′  / 북위 77.800° 동경 125.000° | 랍테프해               | |
| 북위 73° 40′ 동경 125° 0′  / 북위 73.667° 동경 125.000° | 러시아                 | 레나강 삼각주의 섬과 본토                                                                                   |
| 북위 53° 12′ 동경 125° 0′  / 북위 53.200° 동경 125.000° | 중화인민공화국         | 헤이룽장성 내몽골 자치구 헤이룽장성 지린성 랴오닝성                                                         |
| 북위 40° 28′ 동경 125° 0′  / 북위 40.467° 동경 125.000° | 조선민주주의인민공화국 | 평안북도 — 삭주군, 천마군, 선천군, 곽산군                                                                   |
| 북위 39° 38′ 동경 125° 0′  / 북위 39.633° 동경 125.000° | 황해                   | 한국만 |
| 북위 38° 39′ 동경 125° 0′  / 북위 38.650° 동경 125.000° | 조선민주주의인민공화국 | 황해남도 — 과일군, 장연군, 용연군, 옹진군                                                                   |
| 북위 37° 48′ 동경 125° 0′  / 북위 37.800° 동경 125.000° | 황해                   | 대한민국의 홍도와 가거도 바로 서쪽을 지난다.                                                                |
| 북위 33° 17′ 동경 125° 0′  / 북위 33.283° 동경 125.000° | 동중국해               | 대한민국의 이어도 암초 바로 서쪽을 지난다. 일본 오키나와현 미야코 제도의 다라마섬과 시모지섬 사이를 지난다. |
| 북위 24° 40′ 동경 125° 0′  / 북위 24.667° 동경 125.000° | 태평양                 | 필리핀해 |
| 북위 12° 40′ 동경 125° 0′  / 북위 12.667° 동경 125.000° | 필리핀                 | 사마르섬과 레이테섬                                                                                         |
| 북위 10° 23′ 동경 125° 0′  / 북위 10.383° 동경 125.000° | 소고드만               | |
| 북위 10° 10′ 동경 125° 0′  / 북위 10.167° 동경 125.000° | 필리핀                 | 레이테섬 |
| 북위 10° 2′ 동경 125° 0′  / 북위 10.033° 동경 125.000°  | 보홀해                 | |
| 북위 8° 56′ 동경 125° 0′  / 북위 8.933° 동경 125.000°   | 필리핀                 | 민다나오섬                                                                                                  |
| 북위 5° 52′ 동경 125° 0′  / 북위 5.867° 동경 125.000°   | 술라웨시해             | |
| 북위 1° 45′ 동경 125° 0′  / 북위 1.750° 동경 125.000°   | 인도네시아             | 술라웨시섬                                                                                                  |
| 북위 1° 7′ 동경 125° 0′  / 북위 1.117° 동경 125.000°    | 말루쿠해               | |
| 남위 1° 44′ 동경 125° 0′  / 남위 1.733° 동경 125.000°   | 인도네시아             | 탈리아부섬                                                                                                  |
| 남위 1° 57′ 동경 125° 0′  / 남위 1.950° 동경 125.000°   | 반다해                 | |
| 남위 8° 10′ 동경 125° 0′  / 남위 8.167° 동경 125.000°   | 인도네시아             | 알로르섬 |
| 남위 8° 21′ 동경 125° 0′  / 남위 8.350° 동경 125.000°   | 사우해                 | |
| 남위 8° 54′ 동경 125° 0′  / 남위 8.900° 동경 125.000°   | 동티모르               | 티모르섬 |
| 남위 9° 2′ 동경 125° 0′  / 남위 9.033° 동경 125.000°    | 인도네시아             | 티모르섬 |
| 남위 9° 12′ 동경 125° 0′  / 남위 9.200° 동경 125.000°   | 동티모르               | 티모르섬 |
| 남위 9° 17′ 동경 125° 0′  / 남위 9.283° 동경 125.000°   | 인도네시아             | 티모르섬 |
| 남위 9° 32′ 동경 125° 0′  / 남위 9.533° 동경 125.000°   | 티모르해               | |
| 남위 12° 26′ 동경 125° 0′  / 남위 12.433° 동경 125.000° | 인도양                 | |
| 남위 15° 6′ 동경 125° 0′  / 남위 15.100° 동경 125.000°  | 오스트레일리아         | 웨스턴오스트레일리아주                                                                                      |
| 남위 32° 46′ 동경 125° 0′  / 남위 32.767° 동경 125.000° | 인도양                 | 오스트레일리아 정부는 이 해역을 남극해의 일부로 취급한다.                                                   |
| 남위 60° 0′ 동경 125° 0′  / 남위 60.000° 동경 125.000°  | 남극해                 | |
| 남위 66° 17′ 동경 125° 0′  / 남위 66.283° 동경 125.000° | 남극                   | 오스트레일리아령 남극 지역, 오스트레일리아가 영유권을 주장한다.                                             |

## 같이 보기
- 동경 124도
- 동경 126도